# Black Kids
Black Kids es una banda de indie rock proveniente de Jacksonville, Florida y formada en 2006. Esta banda estadounidense está formada por Owen Holmes, Kevin Snow, Dawn Watley, Ali Youngblood y Reggie Youngblood. Fueron los hermanos Youngblood quienes se unieron al resto de integrantes y juntos comenzaron a realizar sus primeras actuaciones en Jacksonville como teloneros de algunos grupos. En 2007 comenzaron a ser nombrados por medios de comunicación importantes en el panorama musical como NME.
Ya en agosto de 2007, Black Kids publicaron su EP, Wizard Of Ahhhs, totalmente gratuito y disponible en su propia página. El 21 de julio de 2008 sacaron a la luz su primera producción musical de estudio, Partie Traumatic, disco producido por Bernard Butler y que debutó en el puesto número 5 del UK Albums Chart en julio de 2008.
La banda alcanzó pronto la fama y por eso al publicar su primer disco Partie Traumatic las críticas fueron duras ya que las expectativas puestas en él eran mayores a los resultados que dio. En cierta ocasión, Pitchfork Media llegó a pedir perdón por haber hecho una buena crítica de su primer EP Wizard Of Ahhhs.

## Trabajos en solitario
The Black Kids, sin embargo, no se ha dejado ver por el panorama musical desde Partie Traumatic. Hace unos años, concretamente en 2010, Owen Holmes (bajo eléctrico) sacó a la luz un EP con un nuevo grupo llamado Gospel Music, que cuenta con colaboraciones de otros artistas como Tracyanne Campbell de Camera Obscura o Simms de Magnetic Fields. Fue en 2012 cuando la banda anunció que empezaría a trabajar en un nuevo disco a través de su página de Facebook, aunque aún no se conoce ningún trabajo más. Lo que sí se conoce es que realizan varios conciertos.

## Gospel Music EP
| Duettes | Canciones                        |
| ------- | -------------------------------- |
| 1       | I Miss the Shit Out of You       |
| 2       | Gamophobia                       |
| 3       | Automobile                       |
| 4       | Reinheitsgebot                   |
| 5       | Are Your Parents Still Together? |

## Integrantes
- Owen Holmes (bajo)
- Kevin Snow (batería)
- Dawn Watley (teclado/segunda voz)
- Ali Youngblood (teclado/segunda voz)
- Reggie Youngblood (voz/guitarra)

## Discografía

### Álbumes de estudio
| 2008 | Partie Traumatic - Lanzado el 7 de julio (RU), 22 de julio (US) 2008 - Discográfica(s): Almost Gold Recordings (RU), Columbia (US) - Formatos: CD, descarga digital, vinilo | 5 | 127 |

### EP
| Año  | Título                                                                           |
| ---- | -------------------------------------------------------------------------------- |
| 2007 | Wizard of Ahhhs - Lanzado en agosto de 2007 - Formatos: descarga digital, vinilo |
| 2009 | Cemetery Lips - Lanzado en abril de 2009 - Formatos: descarga digital            |

## Sencillos
| Año  | Título                                                     | Listas | Listas | Álbum            |
| Año  | Título                                                     | UK     | US     | Álbum            |
| ---- | ---------------------------------------------------------- | ------ | ------ | ---------------- |
| 2008 | "I'm Not Gonna Teach Your Boyfriend How to Dance with You" | 11     | -      | Partie Traumatic |
| 2008 | "Hurricane Jane"                                           | 36     | n/a    | Partie Traumatic |
| 2008 | "Look at Me (When I Rock Wichoo)"                          | 175    | n/a    | Partie Traumatic |

### Apariciones en compilaciones
- American Teen: Banda Sonora  (2008) – "I'm Not Gonna Teach Your Boyfriend How to Dance with You"
- Jennifer's Body: Banda Sonora (2009) - "I'm Not Gonna Teach Your Boyfriend How to Dance with You"

## Trivia
- La canción "Partie Traumatic" fue adaptada e incluida dentro de los extras y la banda sonora del videojuego Midnight Club: Los Angeles y Midnight Club: L.A. Remix de la compañía Rockstar Games.
- En el juego de EA Sports, FIFA 09 en la lista de canciones se incluye su hit "I'm Not Gonna Teach Your Boyfriend How to Dance with You".
- La canción "I'm Not Gonna Teach Your Boyfriend How to Dance with You", aparece al inicio de la película Jennifer's Body.
- El sencillo "Hurricane Jane", se encuentra en el Soundtrack del videojuego Pro Evolution Soccer 2010.
- Se hizo un cover de Glee de la canción "I'm Not Gonna Teach Your Boyfriend How to Dance with You" cantada por Darren Criss.
- La canción "Hit The Heartbreaks" se puede escuchar en el videojuego móvil First Touch Soccer 2015.